# 루이스 안두하르
루이스 안두하르(Luis Andújar, KBO 등록명: 루이스 1972년 11월 22일 ~ )은 전 KBO 리그 해태 타이거즈의 외국인 야구 선수이다.
2001년 해태 타이거즈에 입단하게 된다. 시범경기에서 좋지 않은 모습을 보였으나 정규리그가 시작되자 우려를 씻고 3경기에서 2승을 거두는 등 준수한 모습을 보였다. 그러나 시범경기에서의 부진으로 인해 당시 감독이었던 김성한과의 관계가 완전히 틀어졌고, 결국 5월 1일 시즌 4경기만에 자진해서 팀을 떠났다.

## 에피소드
루이스 안두하르는 국내 음식에 잘 적응하지 못해 어려움을 겪고 있었고, 구단에 파파이스 치킨을 사 달라고 요구했다. 그러나 구단에서는 어차피 치킨이면 상관없다는 생각으로 양동시장에서 통닭을 대충 사 주면서 용병 길들이기에 여념이 없었다. 가뜩이나 감독과의 궁합도 맞지 않고 팀 적응에도 어려움을 겪고 있었는데 본인 입장에서는 감정을 더더욱 상하게 할 만한 일이었다.